# 513 Centesima
513 Centesima eller A903 QD är en asteroid i huvudbältet, som upptäcktes den 24 augusti 1903 av den tyske astronomen Max Wolf. Den har fått namn efter centesimus som är latin för talet 100. 513 Centesima var Wolf's 100 asteroid.
Asteroiden har en diameter på ungefär 48 kilometer och tillhör asteroidgruppen Eos.